# Аскоспора

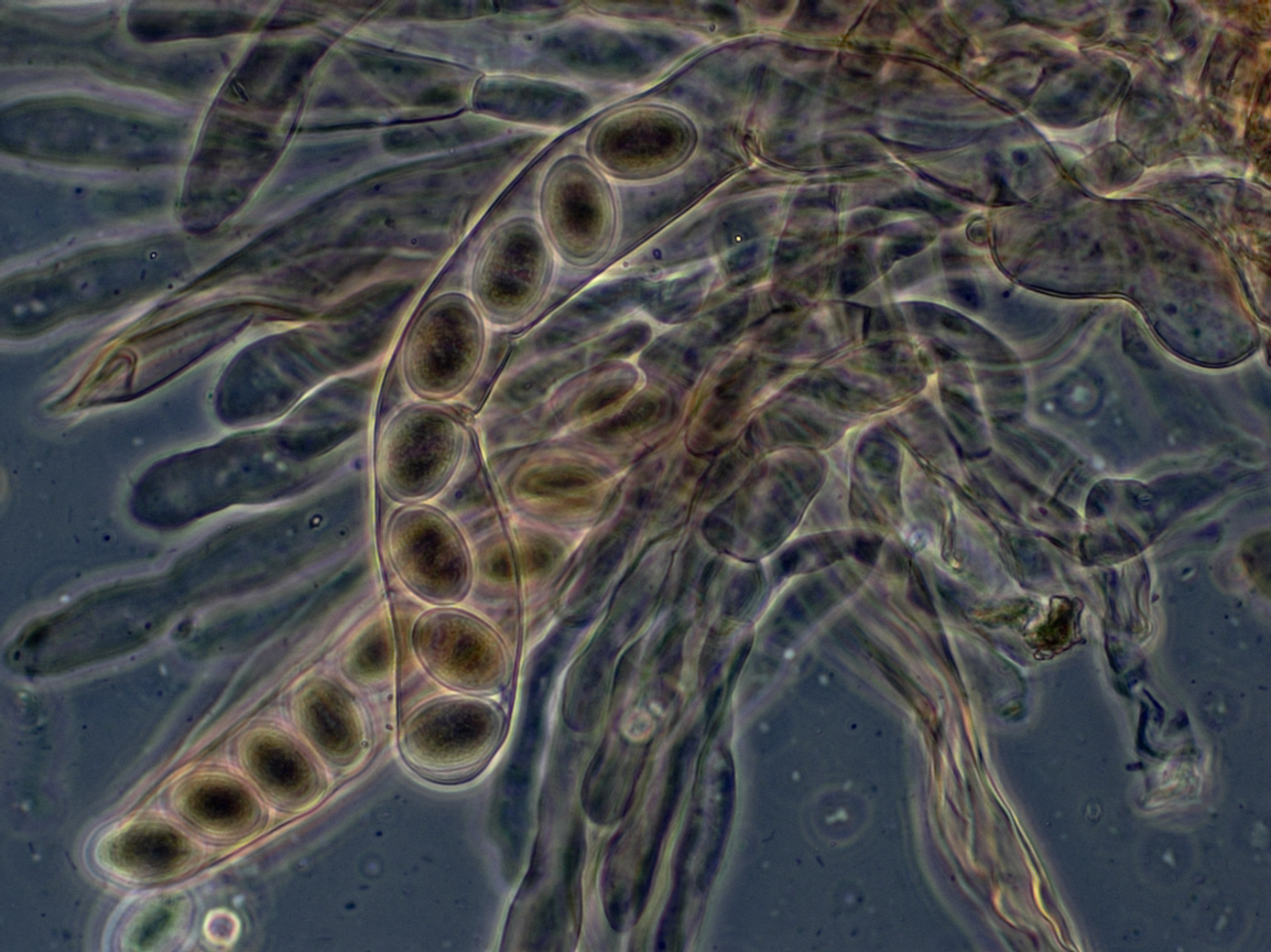
Аски зморшка високого (Morchella elata), що містять аскоспори

Аскоспора — спора, що міститься або утворюється в асці (сумці). Цей тип спор характерний для грибів відділу аскоміцетів (Ascomycota).
Зазвичай одна аска містить вісім аскоспор. Ці вісім спор утворюються в результаті комбінації мейозу та мітотичного поділу після нього. Мейоз перетворює ядро оригінальної диплоїдної зиготи на чотири гаплоїдні. Тобто, єдина клітина, з якої починається процес, містить два комплекти хромосом. Перед мейозом ДНК обох наборів реплікується, утворюючи чотири набори. Ядро, яке містить чотири набори, ділиться у дві стадії, поділяючись на чотири нових ядра — кожне з яких має один комплект хромосом. Після цього процесу кожне з чотирьох нових ядер знову реплікує ДНК і проходить через стадію мітозу. В результаті утворюється аска з чотирма парами спор.
| Гриб | Це незавершена стаття з мікології. Ви можете допомогти проєкту, виправивши або дописавши її. |